# Superintendencia de Administración Tributaria de Guatemala
La Superintendencia de Administración Tributaria conocida como (SAT), es el ente encargado de la recaudación fiscal en Guatemala.

## Antecedentes
El Gobierno de Guatemala, por medio del Ministerio de Finanzas Públicas, inició a principios de 1997 un conjunto de acciones orientadas a transformar y fortalecer el sistema tributario del país. Dentro de estas acciones se incluyó la creación de la Superintendencia de Administración Tributaria (SAT), con el propósito de modernizar la administración tributaria y dar cumplimiento a los compromisos fiscales contenidos en los Acuerdos de Paz y el Programa de Modernización del Sector Público.

## El Proyecto
El proyecto de la creación y puesta en operación de la SAT, se inició en septiembre de 1997 con la integración de un equipo de trabajo responsable de administrarlo.  El objetivo general del proyecto consistió en crear, diseñar y poner en funcionamiento una institución autónoma y descentralizada, moderna, eficiente y eficaz, que se hiciera cargo de la administración tributaria y aduanera, que fuera capaz de incrementar los ingresos tributarios en forma sostenida, honesta y transparente. Aunque actualmente su sistema no es lo suficientemente honesto y los tributos o impuestos son demasiados y los sueldos muy bajos.

## Creación
La SAT fue aprobada por el Congreso de la República, según Decreto Número 1-98 Ley Orgánica de la Superintendencia de Administración Tributaria, el cual entró en vigencia a partir del 21 de febrero de 1998, con competencia y jurisdicción en todo el territorio nacional, para ejercer con exclusividad las funciones de administración tributaria, y las contenidas en la legislación. La Ley Orgánica fue reformada por el Dto. 37-2016 Ley Para el Fortalecimiento de la Transparencia Fiscal y la Gobernanza de la Superintendencia de Administración Tributaria. La SAT goza de autonomía funcional, económica, financiera, técnica y administrativa, así como personalidad jurídica, patrimonio y recursos propios.

## Objetivo y Funciones de la SAT
Es objeto de la SAT, ejercer con exclusividad las funciones de Administración Tributaria contenidas en la legislación de la materia y ejercer las funciones específicas siguientes:
a) Ejercer la administración del régimen tributario, aplicar la legislación tributaria, la recaudación, control y fiscalización de todos los tributos internos y todos los tributos que gravan el comercio exterior, que debe percibir el Estado, con excepción de los que por ley administran y recaudan las municipalidades. Como parte de esta función, debe procurar altos niveles de cumplimiento tributario, mediante la reducción de la evasión, actuar de conformidad a la ley contra los delitos tributarios y aduaneros y facilitar el cumplimiento a los contribuyentes;
b) Administrar el sistema aduanero de la República y facilitar el comercio exterior de conformidad con la ley y con los convenios y tratados internacionales ratificados por Guatemala, y ejercer las funciones de control de naturaleza paratributaria o no arancelaria, vinculadas con el régimen aduanero;
c) Establecer mecanismos de verificación del valor en aduana, origen de mercancías, cantidad y clasificación arancelaria, a efecto de evitar la sobrefacturación o la subfacturación y lograr la correcta y oportuna tributación. Tales mecanismos podrán incluir, pero no limitarse, a la contratación de empresas internacionales de verificación y supervisión, contratación de servicios internacionales de información de precios y otros servicios afines o complementarios;
d) Organizar y administrar el sistema de recaudación, cobro, fiscalización y control de los tributos a su cargo;
e) Mantener y controlar los registros, promover y ejecutar las acciones administrativas y promover las acciones judiciales, que sean necesarias para cobrar a los contribuyentes y responsables los tributos que adeuden, sus intereses y, si corresponde, sus recargos y multas;
f) Sancionar a los sujetos pasivos tributarios, de conformidad con lo establecido en el Código Tributario y en las demás leyes tributarias y aduaneras;
g) Presentar denuncia, provocar la persecución penal o adherirse a la ya iniciada por el Ministerio Público, en los casos en que se encuentren en trámite procesos de investigación o procesos penales por indicios de la comisión de delitos y faltas contra el régimen tributario, de defraudación y de contrabando en el ramo aduanero;
h) Establecer y operar los procedimientos y sistemas que faciliten a los contribuyentes el cumplimiento de sus obligaciones tributarias;
i) Realizar, con plenas facultades, por los medios y procedimientos legales, técnicos y de análisis que estime convenientes, las investigaciones necesarias para el cumplimiento de sus fines y establecer con precisión el hecho generador y el monto de los tributos. Para el ejercicio de estas facultades contará con el apoyo de las demás instituciones del Estado;
j) Establecer normas internas que garanticen el cumplimiento de las leyes y reglamentos en materia tributaria;
k) Asesorar al Estado en materia de política fiscal y legislación tributaria, y proponer al Organismo Ejecutivo, por conducto del Ministerio de Finanzas Públicas las medidas legales necesarias para el cumplimiento de sus fines; así como, participar en la elaboración del anteproyecto del presupuesto de ingresos, en cuanto la definición de metas de recaudación;
l) Opinar sobre los efectos fiscales y la procedencia de la concesión de incentivos, exenciones, deducciones, beneficios o exoneraciones tributarias, cuando la ley así lo disponga. Asimismo, evaluar periódicamente y proponer, por conducto del Organismo Ejecutivo, las modificaciones legales pertinentes a las exenciones y los beneficios vigentes;
m) Solicitar la colaboración de otras dependencias del Estado, entidades descentralizadas, autónomas y entidades del sector privado, para realizar los estudios necesarios para poder aplicar con equidad las normas tributarias;
n) Promover la celebración de tratados y convenios internacionales para el intercambio de información y colaboración en materia aduanera y tributaria, cumpliendo siempre con lo establecido en el artículo 44 de esta Ley;
o) Planificar, formular, dirigir, ejecutar, evaluar y controlar la gestión de la Administración Tributaria;
p) Administrar sus recursos humanos, materiales y financieros, con arreglo a esta Ley y a sus reglamentos internos;
q) Ejercer la rectoría de la política de combate al contrabando y defraudación aduanera y tributaria. Para el ejercicio de esta función contará con la colaboración de las entidades del Estado que correspondan;
r) Presentar las denuncias que procedan, incautar y consignar las mercancías que estén a la venta y que no se documenten con las facturas de compra o declaraciones de importación correspondientes. Para el ejercicio de esta función contará con el auxilio de las fuerzas de seguridad y del Ministerio Público;
s) Realizar, con plenas facultades, por los medios y procedimientos legales, técnicos que estime convenientes, las inspecciones, investigaciones y verificaciones necesarias para el combate al contrabando, defraudación aduanera y tributaria. Para el ejercicio de estas funciones contará con el apoyo de las demás instituciones del Estado;
t) Proponer al Organismo Ejecutivo por conducto del Ministerio de Finanzas Públicas, las estrategias o medidas legales apropiadas para la ampliación de la base tributaria;
u) Actualizar y planificar anualmente las políticas para mejorar la administración, fiscalización, control y recaudación de los tributos, simplificando los procesos y procedimientos para su ejecución y cumplimiento utilizando los medios, mecanismos e instrumentos tecnológicos que contribuyan a alcanzar dichos objetivos. Para el efecto, podrá suscribir convenios de cooperación que considere procedentes;
v) Trasladar dentro de los dos días hábiles siguientes a la fecha de su recepción, a la cuenta Fondo Común Cuenta Única Nacional en el Banco de Guatemala, directamente o por medio de los bancos del sistema que reciban el pago de tributos, la recaudación efectivamente recibida;
w) Adoptar las medidas que dentro del ámbito de su competencia correspondan para el efectivo cumplimiento de los convenios internacionales en materia de transparencia tributaria y de combate a la corrupción; y,
x) Todas aquellas que se vinculen con la administración tributaria y los ingresos tributarios.
Para el cumplimiento de estas funciones la Superintendencia de Administración Tributaria, deberá contar con unidades específicas de inspección, investigación y verificación para efectos tributarios y con la finalidad de combatir el contrabando, la defraudación aduanera, la evasión y la defraudación tributaria, para lo cual podrá inspeccionar con el auxilio de las autoridades competentes de seguridad; entre otros, contenedores, camiones y otros medios de transporte terrestre, acuático o aéreo dentro del territorio nacional. Dichas unidades tendrán las funciones y atribuciones que el reglamento de esta Ley establezca y no podrán tener la categoría de Intendencias.

## Organización
El reglamento interno de la SAT establecerá y desarrollará su estructura y organización interna, creando las intendencias, unidades técnicas y administrativas necesarias para el cumplimiento de sus atribuciones y su buen funcionamiento. Dicho reglamento establecerá a qué dependencia o dependencias competerá conocer de las solicitudes y procedimientos que se establecen en el Código Tributario y demás leyes de la materia.
La SAT contará con dependencias específicas para el control de los contribuyentes especiales incluidos los calificados como grandes o medianos contribuyentes, dependencias que serán las responsables del seguimiento, control y la fiscalización de estos contribuyentes. Para esta calificación, la SAT podrá tomar en consideración la magnitud de sus operaciones, los ingresos brutos anuales declarados, el monto de sus activos y el aporte fiscal de los mismos.
También contará con dependencias para el control de los contribuyentes que gocen de exenciones tributarias o se establezcan en regímenes aduaneros especiales. Toda persona individual o jurídica que goce de exenciones o exoneraciones o se constituya en regímenes aduaneros especiales, ya sea por norma constitucional o leyes específicas, serán sujetas de fiscalización por parte de la SAT.
Adicionalmente, la SAT deberá establecer una dependencia responsable del aseguramiento y resguardo de la información relevante en materia fiscal que se obtenga de conformidad con la presente Ley u otras disposiciones que fortalezcan las funciones de fiscalización y control de la SAT, así como la que se obtenga al amparo de convenios o tratados internacionales que impliquen intercambio de información en materia tributaria.
El Superintendente deberá presentar anualmente al Directorio de la SAT, un informe en el que conste haber practicado apropiadamente el seguimiento, control y la fiscalización de los contribuyentes establecidos en los párrafos previos, y de haber realizado las acciones necesarias para regularizar los casos de incumplimiento tributario.
Para fines de asegurar el control interno y la transparencia en el ejercicio de sus funciones, la SAT contará con una dependencia encargada de la auditoría interna que le corresponderá examinar y evaluar la adecuada y eficiente aplicación de los sistemas de control interno. Además, la SAT contará con una dependencia encargada de investigaciones internas que le corresponderá investigar y denunciar cuando corresponda todas las actuaciones de los funcionarios y empleados de la SAT que sean contrarias a la ley, así como del control y seguimiento de las denuncias efectuadas por los particulares en contra de los funcionarios y empleados de la SAT, esto sin restringir todas las demás actuaciones que se deriven de los compromisos en materia internacional referentes al combate a la corrupción y la impunidad. Ambas dependencias reportarán directamente al Directorio.
Las autoridades superiores de la SAT, en el ámbito de sus competencias, serán:
a) El Directorio;
b) El Tribunal Administrativo Tributario y Aduanero;
c) El Superintendente; y,
d) Los Intendentes.

### El Directorio
El Directorio es el órgano colegiado que en calidad de autoridad de la SAT le compete la responsabilidad de tomar decisiones estratégicas para dirigir la política de administración tributaria y aduanera, así como velar por el buen funcionamiento y la gestión institucional de la SAT.
El Directorio tomará sus decisiones por mayoría absoluta y en el ámbito de su competencia, tendrá las funciones siguientes:
a) Aprobar los reglamentos internos de la SAT que regulen aspectos estratégicos del funcionamiento de la institución, incluyendo la estructura organizacional y funcional de la SAT, su régimen laboral y de remuneraciones, el funcionamiento del Tribunal Administrativo Tributario y Aduanero, de las dependencias de investigaciones internas y de auditoría interna;
b) Nombrar y remover al Superintendente, así como aprobar la designación del sustituto del Superintendente en caso de ausencia temporal;
c) Nombrar y remover a los integrantes del Tribunal Administrativo Tributario y Aduanero;
d) Dar no objeción al nombramiento de los intendentes y de los encargados de las dependencias de auditoría interna y de investigaciones internas, propuestos por el Superintendente. La objeción de los nombramientos a los que se refiere esta literal podrá aprobarse únicamente de forma unánime por los miembros del Directorio;
e) Aprobar el presupuesto de ingresos y egresos de la SAT, así como las modificaciones durante su ejecución;
f) Aprobar el Plan Operativo Anual y el Plan Estratégico Institucional;
g) Evaluar la gestión del Superintendente y de la SAT. Para el efecto, establecerá el cumplimiento de metas, indicadores y los instrumentos y herramientas de evaluación y seguimiento disponibles y los informes que el Superintendente esté obligado a rendirle;
h) Nombrar a los mandatarios judiciales necesarios para presentar denuncias y realizar las acciones que de conformidad con la ley procedan, derivadas o asociadas a los informes recibidos de la dependencia de investigaciones internas y de la Auditoría Interna;
i) Aprobar, a propuesta del Superintendente, las políticas de integridad, transparencia, anticorrupción, rendición de cuentas y ética;
j) Aprobar, antes del 31 de diciembre de cada año, la distribución mensual de las metas de recaudación tributaria y el Plan Anual de Recaudación, Control y Fiscalización para el ejercicio fiscal siguiente, el cual deberá indicar las medidas que se implementarán y la cuantificación de los efectos esperados sobre la recaudación. Todos estos documentos constituirán información pública, de conformidad con la Ley de Acceso a la Información Pública;
k) Tomar acciones a partir de los informes de las dependencias de investigaciones internas y de auditoría interna;
l) Aprobar la contratación de auditorías externas a las que se debe someter la SAT, de conformidad con la presente Ley. Asimismo, el Directorio será la instancia que recibirá los informes y reportes que se deriven de estas auditorías, a fin de que se tomen las medidas legales e institucionales necesarias para el cumplimiento de los objetivos de la SAT;
m) Emitir opinión sobre toda propuesta legislativa en materia tributaria o que pudiera afectar la recaudación tributaria, incluyendo aquellas que se refieran a incentivos, exenciones, deducciones, beneficios o exoneraciones tributarias. En el caso de propuestas elaboradas por el Organismo Ejecutivo, esta opinión técnica constituirá anexo de la documentación que se entregue al Congreso de la República;
n) Para efectos de la aplicación de la Ley de Contrataciones del Estado, la autoridad superior es la SAT; y,
o) Las demás funciones que le confiere esta Ley y otras leyes aplicables.
El Directorio dejará constancia en acta de todas sus actuaciones, las que deberán estar debidamente fundamentadas, y esa documentación constituirá información pública de oficio, de conformidad con la Ley de Acceso a la Información Pública.

#### Integración
El Directorio se integrará en la forma siguiente:
a) En forma ex officio, el ministro de Finanzas Públicas, quien lo preside. Su suplente será el Viceministro de Finanzas que él designe;
b) Dos miembros nombrados por el presidente de la República de una lista de candidatos propuesta por la Comisión de Postulación que se establece en esta Ley; y,
c) El Superintendente de Administración Tributaria, quien participará con voz pero sin voto, y quien actuará como Secretario del Directorio. Su suplente será el intendente que él designe.

### El Tribunal Administrativo Tributario y Aduanero
El Tribunal Administrativo Tributario y Aduanero como el órgano colegiado que en calidad de autoridad superior le corresponde con exclusividad las competencias siguientes:
a) Conocer y resolver todos los recursos en materia tributaria y aduanera, previo a las instancias judiciales y que por disposición del Código Tributario, la Ley Nacional de Aduanas, el Código Aduanero Uniforme Centroamericano y su reglamento, sean de su competencia, y de las demás leyes y reglamentos aplicables;
b) Ordenar el diligenciamiento de pruebas periciales necesarias para el conocimiento o mejor apreciación de los hechos sobre los que ha de resolver, así como medidas o diligencias para mejor resolver, notificando a los interesados de conformidad con la ley; y,
c) Cumplir con las demás funciones que se le establecen en esta Ley y otras aplicables.
Las resoluciones que el Tribunal Administrativo Tributario y Aduanero emita respecto a los recursos de alzada, darán por finalizada la vía administrativa y causarán estado, para los efectos de usar la vía contencioso administrativa.

#### Integración
Para el cumplimiento de sus funciones, el Tribunal Administrativo Tributario y Aduanero se podrá constituir en Tribunal Administrativo Tributario o Tribunal Administrativo Aduanero, según le corresponda por el tipo de impugnaciones que deberá resolver.
El Tribunal Administrativo Tributario y Aduanero está integrado por diez miembros.
Para conocer y resolver los recursos en materia tributaria, el Tribunal Administrativo Tributario y Aduanero se integrará con cinco miembros especialistas en materia tributaria. Cuando el Tribunal Administrativo Tributario y Aduanero se constituya en Tribunal Administrativo Aduanero, atenderá las disposiciones establecidas en el Código Aduanero Uniforme Centroamericano y su reglamento.

### El Superintendente de Administración Tributaria
El Superintendente de Administración Tributaria, que también se denomina el Superintendente, tiene a su cargo la administración y representación general de la SAT, y le corresponden con exclusividad las competencias siguientes:
a) Administrar el régimen tributario, aplicar la legislación tributaria, la recaudación, fiscalización y control de todos los tributos internos y todos los tributos que gravan el comercio exterior;
b) Administrar el sistema aduanero, de conformidad con la ley, los convenios y los tratados internacionales aceptados y ratificados por el Estado de Guatemala;
c) Ejercer la representación legal de la SAT, la cual podrá delegar conforme lo establece esta Ley;
d) Resolver los recursos administrativos, con excepción de los recursos en materia tributaria y aduanera que de conformidad con esta Ley, sean competencia del Tribunal Administrativo Tributario y Aduanero; y,
e) Resolver recursos en materia aduanera, de conformidad con lo establecido en el Código Aduanero Uniforme Centroamericano y su reglamento.
El Superintendente ejercerá su competencia con absoluta independencia de criterio y bajo su entera responsabilidad de conformidad con la ley. Sin perjuicio de lo que establecen otras leyes, el Superintendente es responsable de los daños y perjuicios que cause por los actos y omisiones en que incurra en el ejercicio de su cargo

#### Atribuciones
Son atribuciones del Superintendente de Administración Tributaria:
a) Cumplir y hacer cumplir las leyes, reglamentos, disposiciones y resoluciones en materia tributaria y aduanera;
b) Ejercer la representación legal de la SAT, la cual podrá delegar conforme lo que establece esta Ley;
c) Imponer y aplicar las sanciones administrativas contempladas en las leyes tributarias y aduaneras;
d) Ejecutar los actos y celebrar los contratos que sean competencia de la SAT, que de ella se deriven o que con ella se relacionen, conforme a la ley y a los reglamentos de la SAT;
e) Planificar, dirigir, supervisar, coordinar y controlar el correcto funcionamiento de la SAT y las acciones interinstitucionales que corresponda para el cumplimiento de sus fines;
f) Elaborar las disposiciones internas que en materia de su competencia faciliten y garanticen el cumplimiento del objeto de la SAT y de las leyes tributarias, aduaneras y sus reglamentos, y de los reglamentos aprobados por el Directorio. Estas disposiciones internas constituirán información pública y el Superintendente es responsable de su publicación en el sitio de Internet de la SAT, de conformidad con la ley y la Constitución Política de la República;
g) Nombrar y remover a los funcionarios y empleados de la SAT, excepto los que por disposición de la presente Ley sean nombrados o removidos por el Directorio, le competan o sean funciones del Directorio. El Superintendente propondrá al Directorio el Intendente que fungirá como su sustituto en caso de ausencias temporales;
h) Someter para aprobación del Directorio, los reglamentos internos de la SAT, incluyendo aquellos que regulan la estructura organizacional y funcional de la SAT, su régimen laboral, de remuneraciones y de contrataciones;
i) Proponer al Directorio las políticas y programas de integridad, transparencia, anticorrupción, rendición de cuentas y ética, así como dirigir su implementación a lo interno de la SAT además de aplicar mecanismos de rendición de cuentas;
j) Cumplir las metas establecidas en el Plan Operativo Anual;
k) Presentar mensualmente al Directorio un informe circunstanciado de su labor al frente de la SAT. Este informe deberá incluir:
1. Las metas establecidas en el Plan Operativo Anual, así como los resultados obtenidos y las proyecciones de su cumplimiento.
2. Un estudio de indicadores sobre el cumplimiento tributario y la evasión.
3. Un indicador sobre el nivel del cumplimiento voluntario de los contribuyentes.
4. Los indicadores de la implementación del Plan de Recaudación, Control y Fiscalización.
5. El análisis técnico y económico del comportamiento de la recaudación.
6. Los resultados de las acciones para reducir la evasión y defraudación tributaria y aduanera.
7. Los resultados del proceso de devolución del crédito fiscal del IVA a los exportadores.
8. Las gestiones ante los tribunales de justicia en los que participe la SAT.
l) Asignar los recursos humanos, financieros y materiales que requiera el Tribunal Administrativo Tributario y Aduanero para su funcionamiento;
m) Aprobar la liquidación del presupuesto de ingresos y egresos de la SAT y remitirla a la Contraloría General de Cuentas y al Congreso de la República, conforme lo que establece la Constitución Política de la República y la Ley Orgánica del Presupuesto;
n) Garantizar la entrega cumplida y oportuna de la información o datos que requiera el Directorio o el Tribunal Administrativo Tributario y Aduanero para el cumplimiento de sus fines;
o) Garantizar la publicación y entrega oportuna de información pública de oficio, de conformidad con la ley y la Constitución Política de la República. Cuando se trate de información y estadísticas tributarias, estas se remitirán sin incluir identificación de contribuyentes específicos, salvo los casos concretos, que conforme a la ley, corresponda al Tribunal Administrativo Tributario y Aduanero conocer y resolver;
p) Presentar cada cuatro meses, al Directorio y al Congreso de la República, un informe analítico de la ejecución presupuestaria de la SAT;
q) Durante el primer trimestre de cada año, presentar al Directorio, al Congreso de la República y al Organismo Ejecutivo la memoria de labores del año anterior;
r) Cumplir las metas de recaudación e indicadores de desempeño de la SAT para cada ejercicio fiscal;
s) Publicar las metas de recaudación tributaria y el Plan Anual de Recaudación, Control y Fiscalización, el cual deberá indicar las medidas que se implementarán y la cuantificación de los efectos esperados sobre la recaudación. Las metas de recaudación tributaria se publicarán detallando su distribución mensual por impuesto, y en el caso de la recaudación aduanera, la meta por aduana y por impuesto. Todos estos documentos constituirán información pública;
t) Suscribir en representación de la SAT, después de la opinión favorable del Directorio, el Convenio para el Cumplimiento de las Metas de Recaudación Tributaria con el ministro de Finanzas Públicas;
u) Apoyar con insumos técnicos la opinión sobre toda propuesta legislativa en materia tributaria o que pudiera afectar la recaudación tributaria, incluyendo aquellas que se refieran a incentivos, exenciones, deducciones, beneficios o exoneraciones tributarias que debe emitir la SAT por medio de su Directorio;
v) Evaluar periódicamente las exenciones y los beneficios vigentes, y cuando sea el caso, proponer las modificaciones legales pertinentes por conducto del Directorio al Organismo Ejecutivo;
w) Proponer al Directorio las medidas legales necesarias para el mejoramiento de la administración tributaria;
x) Elevar para aprobación del Directorio, el presupuesto del Tribunal Administrativo Tributario y Aduanero, de conformidad con lo dispuesto en esta Ley;
y) Publicar en el sitio de Internet de la SAT:
1. El orden cronológico de las solicitudes y pagos por devoluciones de crédito fiscal, con el detalle que permita la ley. Estas publicaciones se harán de forma mensual.
2. Las metas y los resultados de los indicadores de eficacia, eficiencia, oportunidad y satisfacción, definidos en el Plan Operativo Anual del año anterior, para cada una de las dependencias de la SAT. Además, deberá publicar las metas para el ejercicio fiscal vigente. Esta publicación se hará durante el primer trimestre de cada año.
3. Un estudio de cuantificación del gasto tributario del año inmediato anterior. Esta publicación se hará durante el segundo trimestre de cada año.
4. Un estudio de cuantificación del nivel de incumplimiento tributario del año inmediato anterior, analizando las formas de evasión y defraudación fiscal y aduanera. Esta publicación se hará durante el segundo trimestre de cada año.
5. Los detalles permitidos por la ley, de los casos que se ventilan en los tribunales de justicia, incluyendo la fase en la que se encuentren y resultados del proceso. Esta publicación se hará de forma mensual.
z) Ejercer las demás funciones que le correspondan de acuerdo con esta Ley, reglamentos tributarios y aduaneros y otras leyes y disposiciones aplicables.
Todos los informes, registros y estadísticas que se describen en el presente artículo, constituirán información pública de oficio de conformidad con la Ley de Acceso a la Información Pública, y el Superintendente es responsable de su publicación en el sitio de Internet de la SAT, de conformidad con la ley y la Constitución Política de la República.
El Superintendente será removido por el Directorio, por las causales siguientes:
a) Cometer actos fraudulentos, ilegales o evidentemente opuestos a las funciones o los intereses de la SAT en particular, y del Estado en general;
b) Haber sido o ser condenado en sentencia firme por la comisión de delito doloso. En caso de procesamiento penal, quedará suspendido temporalmente para el ejercicio del cargo, hasta que finalice el proceso y será sustituido interinamente por el Intendente que el Directorio hubiera aprobado para cubrir las ausencias temporales;
c) Padecer de incapacidad física o mental calificada, que lo imposibilite por más de un año para ejercer el cargo o haber sido declarado por tribunal competente en estado de interdicción, de conformidad con la ley;
d) Ser declarado en situación de insolvencia o quiebra;
e) Postularse como candidato para un cargo de elección popular;
f) Actuar o proceder con manifiesta negligencia, deliberadamente, en exceso o defecto, de sus funciones establecidas en esta Ley; y,
g) Incumplir el Convenio de Cumplimiento de las Metas de Recaudación Tributaria, las que incluirán metas de recaudación y otras metas de desempeño de la administración tributaria.

### Intendencias
Las Intendencias se estructurarán y organizarán bajo criterios de eficiencia y eficacia, conforme a las competencias, funciones y atribuciones que el reglamento interno de la SAT asigne a cada una de ellas.
Las funciones que competan a las Intendencias, podrán ser delegadas a las unidades que la SAT establezca en las regiones o departamentos de la República para el cumplimiento de sus fines.
Las Intendencias son:
- Intendencia de Asuntos Jurídicos
- Intendencia de Aduanas
- Intendencia de Fiscalización
- Intendencia de Recaudación
- Intendencia de Atención al Contribuyente

###### Autoridad y jerarquía de los Intendentes
Los Intendentes son los funcionarios del mayor nivel jerárquico de las Intendencias respectivas. Previa no objeción del Directorio, los Intendentes serán nombrados y removidos por el Superintendente, a quien le reportan directamente, y son responsables del cumplimiento de las funciones y atribuciones asignadas a su respectiva Intendencia, de conformidad con esta Ley, los reglamentos internos de la SAT y las demás leyes aplicables. Por causa de que la sat no tiene intendencia es difícil conseguir esto.
En el caso en que el Directorio objete el nombramiento de un Intendente, deberá emitir una resolución fundamentada en la que informe su decisión. El Superintendente, en el caso de objeción del Directorio, deberá elegir a un nuevo intendente para el puesto, el que también deberá contar con la no objeción del Directorio previo a su nombramiento oficial.
Para ser nombrado Intendente se requerirán las mismas calidades establecidas para ser Superintendente y les aplicarán los mismos impedimentos.

### Gerencias con Funciones de Gestión de Recursos
- Gerencia Administrativa Financiera
- Gerencia de Seguridad Institucional
- Gerencia de Recursos Humanos
- Gerencia de Infraestructura
- Gerencia de Investigación Fiscal
- Gerencia de Formación de Personal

### Gerencias con Funciones de Ejecución
- Gerencia de Atención al Contribuyente
- Gerencia de Contribuyentes Especiales Grandes
- Gerencia de Contribuyentes Especiales Medianos
- Gerencia Regional Central
- Gerencia Regional Nor-Oriente
- Gerencia Regional Occidente
- Gerencia Regional Sur

### Otros órganos y dependencias
- Asesoría Técnica del Directorio
- Asesoría del Superintendente
- Gerencia de Auditoría Interna
- Secretaría General
- Gerencia de Planificación y Desarrollo Institucional
- Gerencia de Informática
- Subgerencia de Comunicación Social Externa
- Subgerencia de Cultura Tributaria

## Portal SAT
El portal web de la Superintendencia de Administración Tributaria de Guatemala es una herramienta creada para agilizar los trámites de recaudación de impuestos, apoyándose en la tecnología moderna actual, concretamente en el internet. El portal brinda información de la SAT y permite realizar gestiones en línea relacionadas con servicios electrónicos, autoconsultas, trámites tributarios, trámites de vehículos y trámites de aduanas.